# アハフォ州
アハフォ州（アハフォしゅう、英語: Ahafo Region）は、ガーナ中西部に位置する州。州都はゴアソ。

## 歴史
かつて存在したブロング＝アハフォ州の南部にあたる。
2018年12月27日実施の国民投票によって設置が決定し、2019年2月13日に創設された。

## 経済
アハフォは金、ダイヤモンド、木材などの豊富な天然資源に恵まれている。ミム、アハフォ、ケニヤシ、ヤンフォ地域には、金が大量に埋蔵されている。世界最大級の鉱山会社であるニューモント・ゴールド・ガーナは、現在ケニヤシ地区とヤムフォ地区で採掘を行っている。
アハフォはガーナの森林帯のひとつであり、多くの森林が存在している。林業は、この地域で2番目に雇用の多い産業である。大中規模の木材会社が州内に点在している。この地域の木材会社で有名なものは、Ayum Forest Products社、Exbo wood社、Ocean-wood社、Supremo-wood processing社（いずれもアハフォ州ミム）などがある。
アハフォ地方は、ガーナの穀倉地帯として知られている。この地域の土壌は、食用作物と換金作物の両方の生産を支えている。この地域では大規模なカカオとカシューの生産が行われている。この地域の主要な農産物加工会社は、アハフォ州ミムにあるMim Cashew & Agric Products社である。

## 観光
- ミム・ブール山地（Mim Bour）：ミムの西5kmにある山地。3つの山からなり、それぞれ夫婦と子の山と言う言い伝えがある。
- ミム湖（Mim Lake）：ダムによる人造湖。

## 下位行政区画

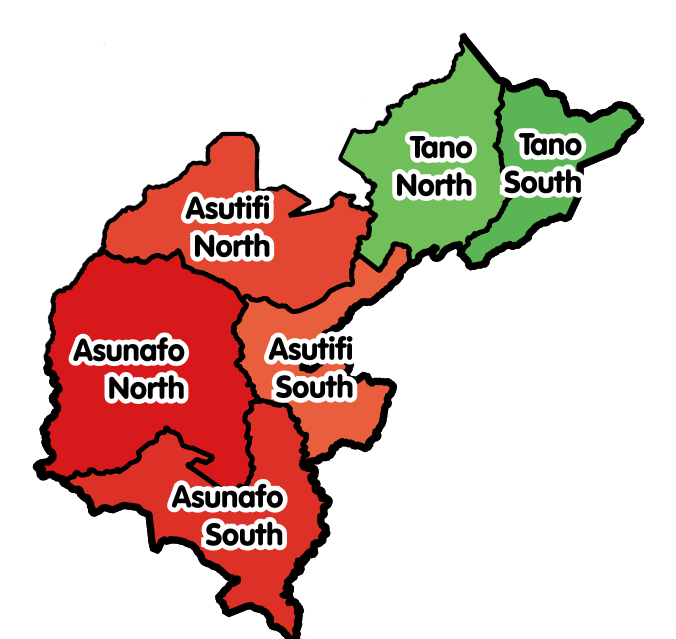
アハフォ州の郡の位置

アハフォ州は6つの郡または都市郡から成り立つ。
| 郡名               | 英語名                           | 郡都                   | 面積 (km2) | 人口 （2021年国勢調査） |
| ------------------ | -------------------------------- | ---------------------- | ---------- | ----------------------- |
| 北アスナフォ都市郡 | Asunafo North Municipal District | ゴアソ                 | 1,413      | 150.198                 |
| 南アスナフォ郡     | Asunafo South District           | ククオム               | 912        | 91,693                  |
| 北アスティフィ郡   | Asutifi North District           | ケニャシ               | 929        | 73,556                  |
| 南アスティフィ郡   | Asutifi South District           | ヒウィディム           | 574        | 68,394                  |
| 北タノ都市郡       | Tano North Municipal District    | デュアヤウ・ンクワンタ | 830        | 93,608                  |
| 南タノ都市郡       | Tano South Municipal District    | ベチェム               | 483        | 87,219                  |